# Шевков, Сергей Дмитриевич
Сергей Дмитриевич Шевков (11 января 1931, Алдан, Якутская АССР — 26 марта 2005, Якутск) — русский советский и якутский писатель, прозаик, поэт и переводчик. Член Союза писателей СССР с 1973 года. Заслуженный работник культуры Якутии. Лауреат Большой литературной премии России (2005).

## Биография
Родился 11 января 1931 года в Алдане Якутской АССР.
С 1948 года после окончания Якутской средней школы работал на предприятиях газовой промышленности. С 1950 по 1953 год служил в рядах Советской армии, в качестве добровольца был участником Корейской войны, служил в дивизионе ПВО, за сбитые самолёты противника был награждён боевыми наградами КНР и Северной Кореи. С 1953 года работал на якутских геологических экспедициях, в последующем на журналистской работе в газете «Геолог Якутии» в качестве корреспондента и ответственного секретаря редакции этого издания. С 1968 по 1974 год работал в Комитете по телевидению и радиовещанию Якутской АССР в должности редактора печатной программы. С 1974 по 2005 год в качестве литературного консультанта Правления Союза писателей Якутии.
Член Союза писателей СССР с 1973 года. С 1958 года из под пера С. Д. Шевкова вышли первые поэтические произведения, в 1960 году в Якутском книжном издательстве вышел первый сборник поэтической поэзии «Я на Лене живу». В дальнейшем из под пера Шевкова вышли такие поэтические и прозаические сборники как: «Земля и звёзды» (1962), Ленская землица (1968), в 1974 году в издательстве «Современник» вышел сборник «На Лене-реке», «Хвойный ветер»  (1976), «Земля без окраин» (1979), «Крутыми путями» (1981), «Северная радуга»  (1988), «Сердце нараспашку» (1991), «О друзьях-товарищах» (2005), «Ленская землица» (2009). На стихи Шевкова, композиторы Г. Н. Комраков и Г. А. Григорян создали более двадцати песен. Помимо создания поэтических произведений Шевков занимался переводами с якутского языка на русский произведений таких писателей и поэтов как: М. Д. Ефимов, С. П. Данилов, Л. А. Попов и А. Г. Абагинский.
В 2005 году за книгу «О друзьях-товарищах» Сергею Дмитриевичу Шевкову посмертно была присуждена Большая литературная премия России.
Скончался 26 марта 2005 года в Якутске.

## Награды
- Заслуженный работник культуры Якутии

### Премии
- Большая литературная премия России (2005 — «За книгу «О друзьях-товарищах»»[5])